# Amblyopia
Amblyopia, ambliopia, tzw. leniwe oko — osłabienie zdolności widzenia w jednym oku. Powstaje w następstwie zeza lub znacznych różnic mocy optycznej oczu. W tym ostatnim wypadku oko przekazujące lepszy obraz do mózgu staje się okiem dominującym.
Leczenie polega na zasłanianiu zdrowego oka, co wymusza patrzenie „leniwym okiem”. Jak wykazano w jednym z badań, wykonywanie dodatkowych ćwiczeń, na przykład granie w gry komputerowe, pozwala na znaczne skrócenie czasu leczenia amblyopii.